# Puszcza Barlinecka
Puszcza Barlinecka este o arie protejată (arie de protecție specială avifaunistică — SPA) din Polonia întinsă pe o suprafață de 26.505,63 ha, integral pe uscat.

## Localizare
Centrul sitului Puszcza Barlinecka este situat la coordonatele 52°53′20″N 15°19′22″E / 52.889°N 15.3228°E.

## Înființare
Situl Puszcza Barlinecka a fost declarat arie de protecție specială avifaunistică în octombrie 2007 pentru a proteja 27 de specii de animale.

## Biodiversitate
Situată în ecoregiunea continentală, aria protejată nu include niciun habitat protejat.
La baza desemnării sitului se află mai multe specii protejate de  păsări (27): pescăruș albastru (Alcedo atthis), rață pitică (Anas crecca), acvilă țipătoare mică (Aquila pomarina), buhai de baltă (Botaurus stellaris), buha (Bubo bubo), Bucephala clangula, barză neagră (Ciconia nigra), erete de stuf (Circus aeruginosus), porumbel de scorbură (Columba oenas), cristeiul de câmp (Crex crex), ciocănitoarea de stejar (Dendrocopos medius), ciocănitoare neagră (Dryocopus martius), șoim călător (Falco peregrinus), muscar (Ficedula parva), ciuvică (Glaucidium passerinum), cocor (Grus grus), codalb (Haliaeetus albicilla), sfrâncioc roșiatic (Lanius collurio), ciocârlie de pădure (Lullula arborea), ferestrașul mare (Mergus merganser), gaia neagră (Milvus migrans), gaia roșie (Milvus milvus), vultur pescar (Pandion haliaetus), viespar (Pernis apivorus), cresteț cenușiu (Porzana parva), cresteț pestriț (Porzana porzana), fluierarul de zăvoi (Tringa ochropus).